# Rana aurora
Rana aurora är en groddjursart som beskrevs av Baird och Girard 1852. Rana aurora ingår i släktet Rana och familjen egentliga grodor. IUCN kategoriserar arten globalt som livskraftig. Inga underarter finns listade i Catalogue of Life.
Rana aurora kan växla sin grundfärg från chokladbrun till rödbrun. Denna groda liknar Rana draytonii och de förväxlas ofta. Rana aurora har i förhållande till hela kroppen längre bakben och större fötter samt tydligare simhud mellan tårna. På huden finns nästan inga knölar medan Rana draytonii har tydliga knölar.
Arten förekommer i västra Nordamerika från sydvästra British Columbia till nordvästra Kalifornien. Introducerade populationer hittas på Graham Island (Kanada) och Chichagof Island (Alaska). Rana aurora lever vid vattendrag och vid dammar samt i områden som tidvis översvämmas (liknande marskland). Den besöker ibland fuktiga gräsmarker och trädansamlingar längre bort från öppet vatten.
Denna groda vilar ibland i lövansamlingar eller i underjordiska bon som skapades av däggdjur. Honan lägger sina ägg i vattenansamlingar och fäster de vid vattenväxternas stjälkar. Individerna har höga läten som liknar oxgrodans läten. De åt i fångenskap daggmaskar och andra maskar.